# Dołyniwka (obwód lwowski)
Dołyniwka (ukr. Долинівка; hist. Felizienthal) – wieś na Ukrainie, w rejonie stryjskim (do 2020 roku w rejonie skolskim) obwodu lwowskiego. W 2001 roku liczyła 310 mieszkańców.
Wieś została założona ok. 1835 przez Karla Scheiffa, dziedzica Smorza. Sprowadził on osadników niemieckich (zobacz Niemcy galicyjscy) z zachodnich Czech wyznania katolickiego, w 1863 przeniesiono tu siedzibę parafii z Karlsdorfu.
Za II Rzeczypospolitej do 1934 samodzielna gmina jednostkowa Felizienthal, obejmująca kolonię Felizienthal i osadę Smorze Górne. Następnie należała do zbiorowej wiejskiej gminy Tucholka. Początkowo w powiecie skolskim, a od 1932 w powiecie stryjskim w woj. stanisławowskim. 24 maja 1939 roku zmieniono nazwę wsi na Felin. Po wojnie wieś weszła w struktury administracyjne Związku Radzieckiego. W 1950 roku nadano jej nazwę Dołyniwka.